# Хоккей на траве в Узбекистане
Хоккей на траве в Узбекистане культивируется с середины 1970-х годов.

## Советский период

Мирон Ким

В Узбекской ССР хоккей на траве относился к числу наиболее популярных видов спорта. Развитие женского хоккея на траве здесь началось раньше, чем в целом в СССР: в 1975 году в Андижане по инициативе второго секретаря областного комитета КП Узбекской ССР Бориса Красникова была создана женская команда «Андижанка». Тренер Мирон Ким составил её из гандболисток, которых тренировал. Уже в конце октября — начале ноября 1975 года в Узбекистане прошёл турнир пяти местных женских команд по хоккею на траве. В марте 1977 года «Андижанка» выиграла первый всесоюзный турнир по хоккею на траве, посвящённый Международному женскому дню.
В 1979 году при колхозе-миллионере «Политотдел» Ташкентской области была создана одноимённая женская хоккейная команда, которая со временем стала претендовать на медали. Сильный коллектив «Технолог» («Ситора») появился в Бухаре, в Самарканде играл выступавший в первой лиге «Чевар».
В женских чемпионатах СССР, которые начали разыгрывать с 1979 года, «Андижанка», «Политотдел» и «Ситора» завоевали четыре золотых, три серебряных и четыре бронзовых медали. Кроме того, «Андижанка» четыре раза выиграла Кубок СССР.
| Команда    | Золото                 | Серебро    | Бронза     |
| ---------- | ---------------------- | ---------- | ---------- |
| Андижанка  | 1979, 1980, 1986, 1990 | 1987, 1991 | 1981, 1988 |
| Политотдел | —                      | 1989       | 1983       |
| Ситора     | —                      | —          | 1991       |

Высшим достижением узбекистанского клубного хоккея на траве стало 3-е место «Андижанки» в Кубке европейских чемпионов 1987 года.
В 1986 году женская сборная Узбекской ССР выиграла серебряные медали хоккейного турнира летней Спартакиады народов СССР.
Достижения мужского узбекистанского хоккея на траве скромнее, чем у женского, тем не менее команды из Андижана «Мехнат», «Андижанец» и «Звезда» завоевали одну серебряную (1987) и три бронзовых (1978, 1981—1982) медали чемпионата СССР.
В Узбекской ССР был широко развит детский и юношеский хоккей на траве, постоянно расширялась сеть спортивных школ. С середины 70-х в Андижане действовала школа высшего спортивного мастерства, в которой занимались хоккеисты 11—19 лет, в Ташкенте работала СДЮСШОР по хоккею на траве. Юношеские команды были в Фергане, Самарканде, Каттакургане, Ленинске, Шахрихане, Маргилане и других населённых пунктах. В 1978 году в первых республиканских соревнованиях на призы клуба «Травушка» участвовали десятки команд мальчиков и девочек.

## Период независимости
После распада Советского Союза ведущие узбекистанские хоккейные клубы прекратили существование, однако вид спорта не прекратили культивировать. Была создана Федерация хоккея на траве Узбекистана, которая вступила в Международную федерацию хоккея на траве.
Женская сборная Узбекистана в 1993 году заняла 5-е место на чемпионате Азии. Дважды участвовала в хоккейных турнирах летних Азиатских игр: в 1994 и 1998 годах стала пятой.
Мужская сборная Узбекистана в 2019 году впервые выступила и заняла 7-е место в Хоккейной серии ФИХ, в которой играют команды, уступающие по уровню участникам Про Лиги ФИХ.
Обе сборные успешно выступают в индорхоккее на континентальном уровне: мужчины завоевали пять медалей чемпионата Азии (серебро в 2012 году, бронзу в 2008, 2009, 2010 и 2015 годах), женщин — три бронзовых награды (2009, 2015, 2019).
Хоккей на траве в Узбекистане развивается, разыгрывается чемпионат страны, в том числе среди юношеских команд, уделяют внимание совершенствованию материальной базы: в начале 2019 года планировалось построить базы в Ташкенте, Сурхандарье и Сырдарье, была обустроена база в Бухаре. Федерация хоккея на траве Узбекистана ставила задачу отобраться на летние Олимпийские игры в Токио. В то же время, по словам главы Олимпийского комитета Узбекистана Рустама Шаабдурахманова, развитию хоккея на траве в стране не уделялось должного внимания, поэтому необходимо развитие инфраструктуры и регионального хоккея.
В 2020 году Узбекистан должен был принять Кубок Азиатской федерации хоккея на траве среди женщин, однако турнир отменили из-за пандемии COVID-19.

## Известные представители
Хоккеистки «Андижанки» входили в состав женской сборной СССР по хоккею на траве. В 1980 году в составе сборной СССР бронзовые медали летних Олимпийских игр в Москве завоевали Нелли Горбаткова (1958—1981), Валентина Заздравных (род. 1954), Лейла Ахмерова (род. 1957) и Алина Хам (род. 1959). В 1981 году бронзовые медали чемпионата мира в Буэнос-Айресе выиграли Заздравных, Горбаткова и Ахмерова.
Тренер «Андижанки» Мирон Ким с начала 80-х до распада СССР тренировал женскую сборную страны, которую в 1981 году привёл к бронзовым медалям чемпионата мира и трём наградам чемпионатов Европы — серебру 1984 года и бронзе 1987 и 1991 годов.